# Toribío
Toribío è un comune della Colombia facente parte del dipartimento di Cauca.
Il centro abitato venne fondato da Lucas de Rojas y Velasco nel 1600, mentre l'istituzione del comune è del 1892.